# موريس فرحي
(موسى) (بالتركية: Moris Farhi)‏ موريس فرحي ( ولد في عام 1935، أنقرة، تركيا ). الكاتب الإنجليزي التركي يهودي الأصل. منذ عام 2001 أصبح نائب رئيس نادى القلم الدولي.
ولد موريس فرحي في عام 1935 في أنقرة بعائلة يهود سفارديون. أتم المرحلة الثانوية وأكمل تعليمه العالى في كلية روبرت وفي عام
1954 تخرج من كلية الأداب . وفي نفس العام ذهب إلى إنجلترا ودرس في الأكاديمية الملكية للفنون المسرحية في لندن.
وتخرج في عام1956 واستمرت حياته في لندن. وبدأ في الكتابة بعد مدة قصيرة من عمله كممثل مسرحي . كان المسئول عن لجنة الكتاب في سجون انجلترا بنادي القلم الدولي مابين عامي 1994-1997 . كان في لجنة الكتابة بنادي القلم الدولي مابين عامى 1997-2000.
أخذت رواية أبناء قوس قزح جائزتين : جائزة من أكاديمية الثقافة والعلوم في ألمانيا في عام 2003 (خاص)، وجائزة أميكو روم في إيطاليا

## أعماله
- الإستمتاع بموتك 1972
- أخر الأيام 1983
- رحلة في البرية 1989
- أبناء قوس قزح 1999
- التركى الصغير 2004
- الرجل المصمم 2009
- الرجال المخلصين 2010

## روابط خارجية
- موريس فرحي على موقع IMDb (الإنجليزية)
- موريس فرحي على موقع ميوزك برينز (الإنجليزية)
- موريس فرحي على موقع قاعدة بيانات الفيلم (الإنجليزية)